# 喬·歐文
喬瑟夫·馬修·歐文（英語：Joseph Matthew Alwyn，1991年2月21日—），英國男演員。知名於李安執導的2016年戰爭劇情片《比利·林恩的中場戰事》中擔任主演，同時也是演出處女作。其他作品如電影《真寵》（2018年）、《回憶的餘燼》（2017年）及《哈莉特》（2019年）。

## 早年
喬·歐文出生於肯特郡皇家坦布里奇韦尔斯，在北倫敦長大。歐文於2009年從國家青年劇院畢業，後就讀了布里斯托大學的英語和戲劇系。也曾就讀過中央演講和戲劇學院。

## 職業生涯
歐文的職業生涯最初是參與舞台劇開始。2015年4月，歐文被導演李安選中擔任戰爭劇情片《比利·林恩的中場戰事》的男主角比利·林恩，該片是根據班·方登所創作的小說《半場無戰事》所改編。電影其他的主演包括蓋瑞特·荷德倫、克莉絲汀·史都華、克里斯·塔克、馮·迪索與史提夫·馬丁，並由三星影業定於2016年11月11日在美國和臺灣上映。
2015年9月，他加入了劇情片《回憶的餘燼》的演出，拍片改編自朱利安·巴恩斯所創作的同名小說。2015年11月，歐文在美國與創新藝人經紀公司（CAA）簽約，而在英國則與獨立人才集團有限公司簽約合作。
2016年11月3日，歐文隨《比利·林恩的中場戰事》的導演李安與兒子李淳至臺灣的君悅酒店參加電影記者會。2018年5月，歐文與伊莉莎白·戴比基在坎城影展上共同獲得了蕭邦獎，這也是他首次踏上坎城影展。

## 私生活
2017年5月，歐文被發現與美國創作歌手泰勒·斯威夫特交往。一年後，斯威夫特在她的舉世盛名體育場巡迴演唱會證實了此事。自2016年以來，斯威夫特將這段感情寫進在創作的多數音樂作品中，包括專輯《舉世盛名》（2017年）、《情人》（2019年）、《民间故事》和《恆久傳說》（均2020年）。歐文表示，斯威夫特寫關於他的歌這點「很討喜」。據2023年4月的報導，歐文與斯威夫特已分手。

## 作品列表

### 電影
| 年份 | 標題                     | 標題 | 角色                               | 備註 |
| 年份 | 譯名                     | 原名 | 角色                               | 備註 |
| ---- | ------------------------ | ---- | ---------------------------------- | ---- |
| 2016 | 《比利·林恩的中場戰事》  |      | 比利·林恩（Billy Lynn）                      |      |
| 2017 | 《回憶的餘燼》           |      | 亞德里安·芬恩（Adrian Finn）                  |      |
| 2018 | 《真寵》                 |      | 馬沙姆（Masham）                         |      |
| 2018 | 《被抹去的男孩》         |      | 亨利·華勒斯（Henry Wallace）                    |      |
| 2018 | 《雙后傳》               |      | 羅伯特·達德利                      |      |
| 2018 | 《最终行动》             |      | 克劳斯·艾希曼（Klaus Eichmann）    |      |
| 2019 | 《哈莉特》               |      | 吉迪恩·布羅德斯（Gideon Brodess）                |      |
| 2021 | 《我們的相愛時光：續篇》 |      | 麥斯（Max）                           | 客串 |
| 2021 | 《戀人的最後情書》       |      | 勞倫斯·史特林（Laurence Stirling）                  |      |
| 2022 | 《正午之星》             |      | 丹尼爾（Daniel）                         |      |
| 2022 | 《小鳥凱瑟琳》           |      | 喬治（George）                           |      |
| 2024 | 《憐憫的種類》           |      | 收藏品鑑定師／傑瑞（Jerry）／喬瑟夫（Joseph） |      |
| 2024 | 《粗獷派建築師》         |      | 哈利·李·范布倫（Harry Lee Van Buren）                 |      |
| 2025 | 《哈姆奈特》             |      | 巴賽洛繆（Bartholomew）                       |      |

### 電視
| 年份 | 標題           | 標題     | 角色           | 備註           |
| 年份 | 譯名           | 原名     | 角色           | 備註           |
| ---- | -------------- | -------- | -------------- | -------------- |
| 2011 |                |          | 威爾（Will）       | 電視紀錄短片   |
| 2016 | 《今日秀》     |          | 他自己         | 1集            |
| 2016 | 《好莱坞制造》 |          | 他自己         | 1集            |
| 2017 |                | Film '72 | 他自己／受訪者 | 1集            |
| 2019 | 《小氣財神》   |          | 鮑勃·克拉奇    | 迷你劇；3集    |
| 2022 | 《聊天紀錄》   |          | 尼克·康威（Nick Conway）  | 主要演員；12集 |

## 外部連結
- 喬·歐文在互联网电影资料库（IMDb）上的資料（英文）
- 喬·歐文在时光网上的簡介（简体中文）
- 喬·歐文在豆瓣上的资料（简体中文）